# MYBPC3
Le MYBPC3 (pour  « Myosin binding protein C3 ») est une protéine musculaire exprimée dans le myocarde. Son gène est MYBPC3 situé sur le chromosome 11 humain.

## Rôle
Il se fixe sur la myosine. Il intervient également dans le système ubiquitine-protéasome.

## En médecine
Des mutations du gène sont responsables d'une cardiomyopathie hypertrophique ou d'une cardiomyopathie dilatée.
Il peut être dosé dans le sang et son taux serait indicateur d'une lésion du muscle cardiaque de manière plus précoce que le dosage de la troponine. Il pourrait ainsi être utilisé dans le diagnostic précoce d'un infarctus du myocarde.